# Usina Esperança
Usina Esperança foi fundada na então freguesia de Itabira do Campo, pertencente ao município de Ouro Preto, atual Itabirito, Minas Gerais por Joseph Gerspacker, Amaro da Silveira, Carlos da Costa Wigg, no ano de 1888. 

## História
O primeiro forno construído tinha a capacidade de fundir 6 toneladas de minério por dia e entrou em operação no ano de 1891. Foi construído com pedras e tijolos refratários produzidos no próprio local, os primeiros de produção brasileira.
A empresa foi leiloada em 1992, após ter ido a falência no ano anterior.